# جو مالون
جوان ليزلي مالون عضو وسام الإمبراطورية البريطانية , صانعة عطور بريطانية، عرفت بابتكارها جو مالون لندن , و جو لوف .
افتتحت جو مالون أول متجر لها في والتون ستريت في لندن في العام 1994، وبحلول عام 1999 افتتحت المتجر الرئيسي الضخم في شارع سلون في لندن.
وفي العام نفسه باعت الماركة التي حملت اسمها في مجال العطور لإيستيه لودر، وبقيت الرئيسة والمديرة الإبداعية،
في نوفمبر 2011 أعلنت عن إطلاق شركتها العطر جديدة Jo Loves معربة عن حماسها الكبير للعودة إلى عالم صناعة العطور.

## سيرة
وُلدت مالون في 5 نوفمبر 1963، ونشأت في مسكن تابع للمجلس في بيكسليهيث، جنوب شرق لندن. عانت من عسر قراءة حاد، وتركت المدرسة في سن الثالثة عشرة لرعاية والدتها التي أُصيبت بسكتة دماغية.
في عام 1999، باعت مالون علامة جو مالون لندن لشركة إستي لودر مقابل "ملايين لم يُكشف عن قيمتها". في عام 2011، أسست شركة عطور جديدة تُدعى جو لوفز.
في عام 2008، حصلت مالون على وسام الإمبراطورية البريطانية، ثم في عام 2018 حصلت على وسام الإمبراطورية البريطانية. في عام 2015، ظهرت في برنامج Desert Island Discs على راديو بي بي سي 4.
مالون متزوج من المساح السابق غاري ويلكوكس، ولديهما ابن معًا.
في عام 2003، تم تشخيص إصابة مالون بنوع عدواني من سرطان الثدي، وبعد عام من العلاج بدأ السرطان في التحسن.

## الخلافات
في عام 2021 ، انتقلت مالون وزوجها إلى الإمارات العربية المتحدة ، بعد الحصول على تأشيرة ذهبية مدتها 10 سنوات. إنهم يعيشون في جناح فاخر من فندق من فئة الخمس نجوم في دبي ، والذي لا يتقاضى أي دخل شخصي أو ضريبة الميراث. امتدح مالون حاكم دبي الشيخ محمد بن راشد آل مكتوم على أنه "أروع قائد" ، لكنه اتُهم بتبييض سجلات حقوق الإنسان الفقيرة في البلاد. قالت منظمة العفو الدولية إن موقف مالون كان "مقلقًا للغاية" ، وأنها يجب أن تتحدث بصدق كونها شخصية عامة ضد انتهاكات حقوق الإنسان التي تحدث في الإمارات العربية المتحدة.